# Rio Fâneaţa Mare
O Rio Fâneaţa Mare é um rio da Romênia, afluente do Barcău, localizado no distrito de Bihor.